# Entrelacs (Saboya)
Entrelacs es una comuna nueva francesa situada en el departamento de Saboya, de la región de Auvernia-Ródano-Alpes.

## Historia
Fue creada el 1 de enero de 2016, en aplicación de una resolución del prefecto de Saboya de 25 de septiembre de 2015 con la unión de las comunas de Albens, Cessens, Épersy, Mognard, Saint-Germain-la-Chambotte y Saint-Girod, pasando a estar el ayuntamiento en la antigua comuna de Albens.

## Demografía
| Gráfica de evolución demográfica de Entrelacs (Saboya) entre 1800 y 2013 |
|                                                                          |

Los datos entre 1800 y 2013 son el resultado de sumar los parciales de las seis comunas que forman la nueva comuna de Entrelacs, cuyos datos se han cogido de 1800 a 1999, para las comunas de Albens, Cessens, Épersy, Mognard, Saint-Germain-la-Chambotte y Saint-Girod de la página francesa EHESS/Cassini. Los demás datos se han cogido de la página del INSEE.

## Composición
| Comuna delegada            | Código INSEE | Población (2013) | Superficie (km²) | Densidad (hab./km²) |
| -------------------------- | ------------ | ---------------- | ---------------- | ------------------- |
| Albens                     | 73010        | 3610             | 15.30            | 236                 |
| Cessens                    | 73062        | 399              | 13.29            | 30                  |
| Épersy                     | 73108        | 340              | 3.22             | 106                 |
| Mognard                    | 73158        | 423              | 4.10             | 103                 |
| Saint-Germain-la-Chambotte | 73238        | 477              | 9.64             | 49                  |
| Saint-Girod                | 73239        | 585              | 6.35             | 92                  |